# 菊正宗酒造記念館
菊正宗酒造記念館（きくまさむねしゅぞうきねんかん）は兵庫県神戸市東灘区にあり、菊正宗酒造の記念館で、国の重要有形民俗文化財に指定された酒造資料566点をはじめとする資料を展示している。

## 概要
現在の酒造記念館は阪神・淡路大震災後に再建されたものである。旧・酒造記念館は、御影の本嘉納家本宅屋敷にあった1659年（万治2年）築の酒蔵を、1960年（昭和35年）に現在地に移築して開館した。国の重要有形民俗文化財に指定された「灘の酒造用具」を含む所蔵品を展示、酒造の歴史を伝える企業博物館として年間約4万人の来館者があったが、1995年（平成7年）1月17日に発生した兵庫県南部地震により倒壊した。
建物は全壊したものの、所蔵品は手作業で回収した結果、その多くが無事または修復可能な状態で発見された。その後、地上2階建で耐火耐震構造の新館を新築して、1999年1月25日に再開館した。伝統的な酒蔵の建築様式を模して屋根は本瓦葺、外壁や辻塀は焼杉板張りとなっており、倒壊した旧館の柱や梁など部材の一部が継承されている。
酒造りの歴史的資料やお酒の楽しみ方、マナーなどに関するさまざまな映像ライブラリーも用意されている。また利き酒と酒類の販売も行われている。
携帯電話による位置ゲー『コロプラ』のお土産スポンサーでもあり、同ゲームにおけるコロカ配布施設の一つでもある。

## 利用情報
- 所在地 - 兵庫県神戸市東灘区魚崎西町1-9-1
- 営業時間　09：30 - 16：30（入場は16時まで。団体は要予約）
- 入館無料
- 定休日：年末年始（2023年度の場合は12月30日から1月4日）
- ひょうごっ子ココロンカードの対象施設になっている。

## 交通アクセス
- 六甲ライナー 南魚崎駅 徒歩4分
- 阪神電車 魚崎駅 徒歩7分